# 非イオン界面活性剤
非イオン界面活性剤（ひイオンかいめんかっせいざい、Non-ionic surfactant）は水に溶けてもイオン性を示さないが、界面活性を呈する界面活性剤。

## 概要
親油基は炭素数12〜18の高級アルコールで、エステル型やエーテル型はヒドロキシ基を持つ活性剤が多い。エステル型のグリセリン脂肪酸エステル等の脂肪酸エステルは食品添加物として認可されており、乳化剤として使用されている。
ノニルフェノールエトキシレート (NPE) は親水基のポリオキシエチレン鎖の分解により、ノニルフェノールまで分解される。ノニルフェノールは内分泌攪乱作用があるため生態系への影響を及ぼす可能性がある。
脂肪アルコールエトキシレートは分解可能であり、エチレンオキシドの数によって性質が変わり、用途は多岐に渡る。イオン界面活性剤と違って、温度を高めていくとある温度で水に溶けきれなくなって溶液が白濁する。この温度を曇点という。

## 主な非イオン界面活性剤
界面活性剤の一覧も参照。
- エステル型  
  - グリセリン脂肪酸エステル (RCOOCH2CH(OH)CH2OH)
食品用乳化剤、乳化安定剤に使用されている。
  - ソルビタン脂肪酸エステル、ショ糖脂肪酸エステル
天然由来の脂肪酸とのエステルは食品添加物として認可されている。
- エーテル型
  - 脂肪アルコールエトキシレート (RO(CH2CH2O)nH)
アルキルポリエチレングリコールとも呼ばれる。
  - ポリオキシエチレンアルキルフェニルエーテル (RC6H4O(CH2CH2O)nH)
オクトキシノール、ノノキシノール-9（ノニルフェノールエトキシレートの一種）という商品名で流通。
- アルキルグリコシド (RC6H11O6)